# Gembes
Gembes (Waals: Djimbe) is een dorp in de Belgische provincie Luxemburg en een deelgemeente van Daverdisse. Het dorp ligt bijna vijf kilometer ten zuidwesten van het centrum van Daverdisse.

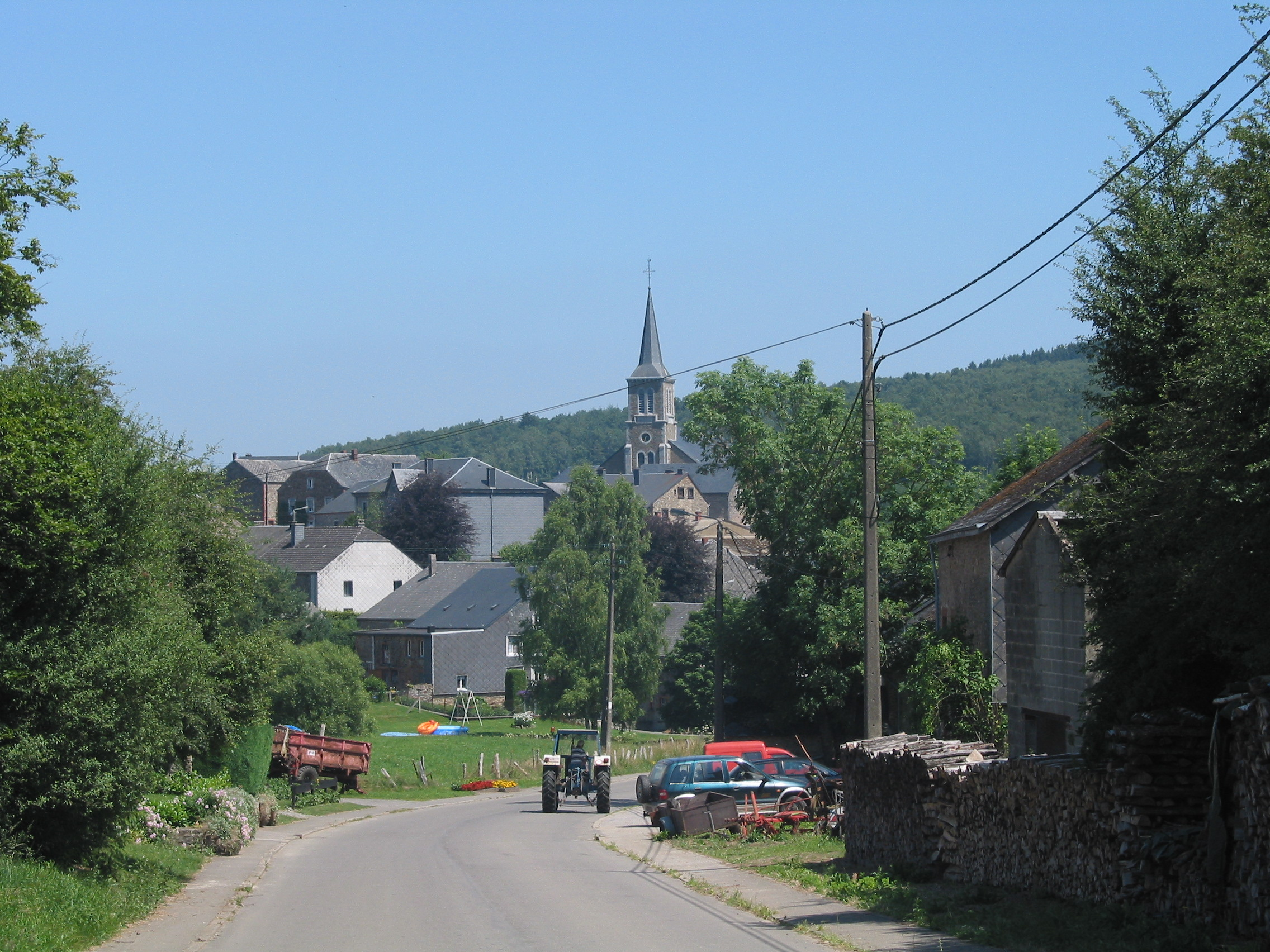
Zicht op Gembes

## Geschiedenis
Gembes is het belangrijkste dorp in de vallei van de Almache. Het is gelegen op een heuvel die uitkijkt over de riviertjes Almache en Rancenne. Zijn huidige territorium hing vroeger enerzijds af van de Hertog van Bouillon, en anderzijds van de Hertog van Luxemburg. Dit verklaart waarom er in Gembes twee molens zijn: de molen van Gembes bij de samenvloeiing van de Almache en de Rancenne, en de oude molen van Mont sur la Rancenne.
Tijdens het Franse bewind, behoorde Gembes tot het departement Samber en Maas. In 1823 werd de gemeente opgeheven en Gembes behoorde bij de gemeente Haut-Fays. Vanaf 1839 ging het bij de provincie Luxemburg horen en in 1837 werd de gemeente weer opgericht.
Het bleef een onafhankelijke gemeente tot het in 1977 een deelgemeente werd van Daverdisse.

## Demografische ontwikkeling
- Bronnen:NIS, Opm:1831 tot en met 1970=volkstellingen, 1976= inwoneraantal op 31 december

## Bezienswaardigheden
- De Almache, een zijrivier van de Lesse.
- Le Trou de l'Ermite, een grot aan de Almache, waar volgens de legende een kluizenaar in woonde in de 17de eeuw.
- Le Pont des Gades, brug over de Almache, beschermd als monument.
- Het Monument voor verzetsstrijders tijdens de Tweede Wereldoorlog.